# Szádvár
Magyarország északkeleti szögletében, a Bódva folyó völgyét szegélyező Aggteleki Nemzeti Park területén, Szögliget község határában emelkedik a 460 méter magas Várhegy, amelyet a hatalmas kiterjedésű Szádvár középkori erődítményének romjai koronáznak.

## Története

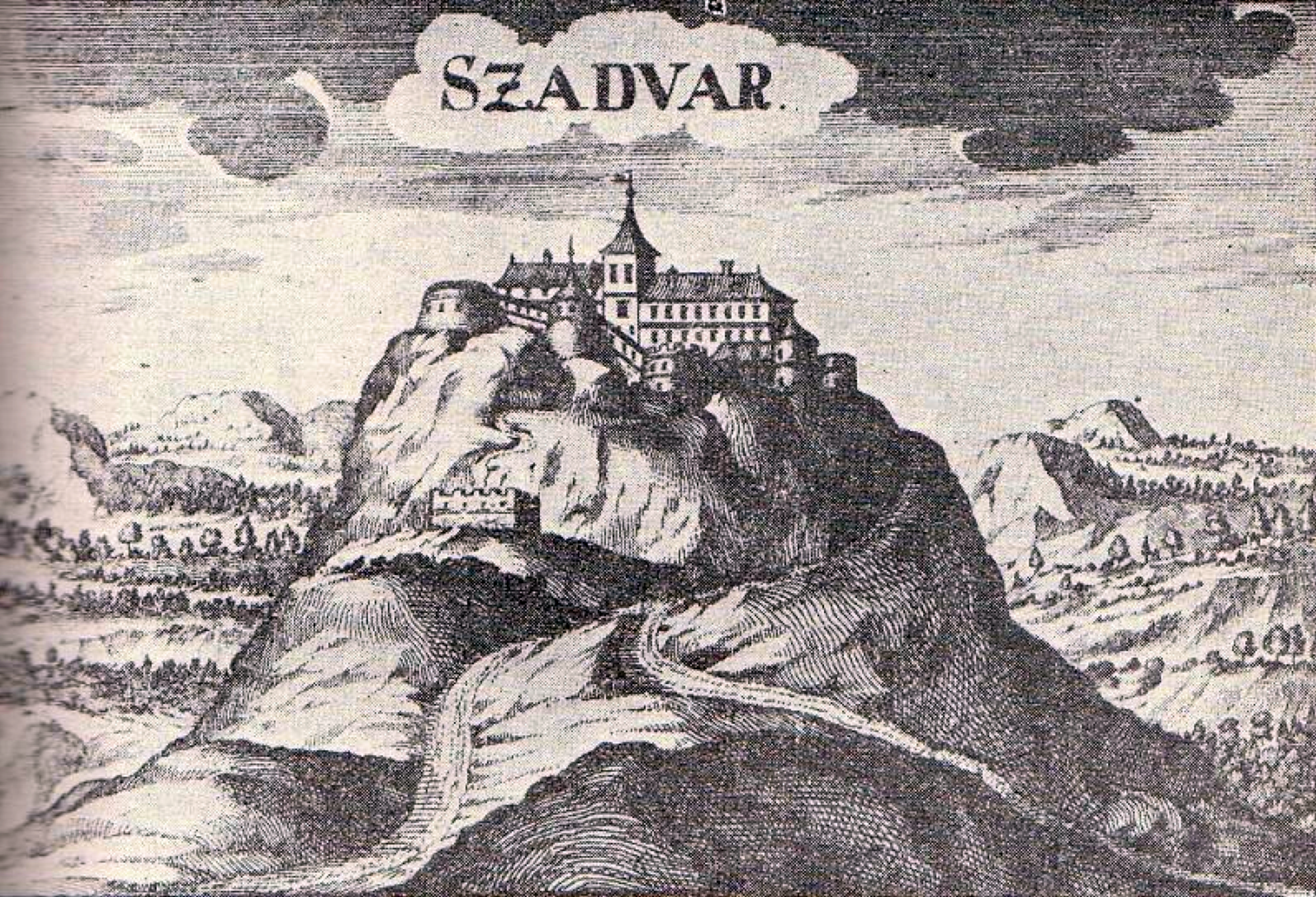
Szádvár 1680-as metszete

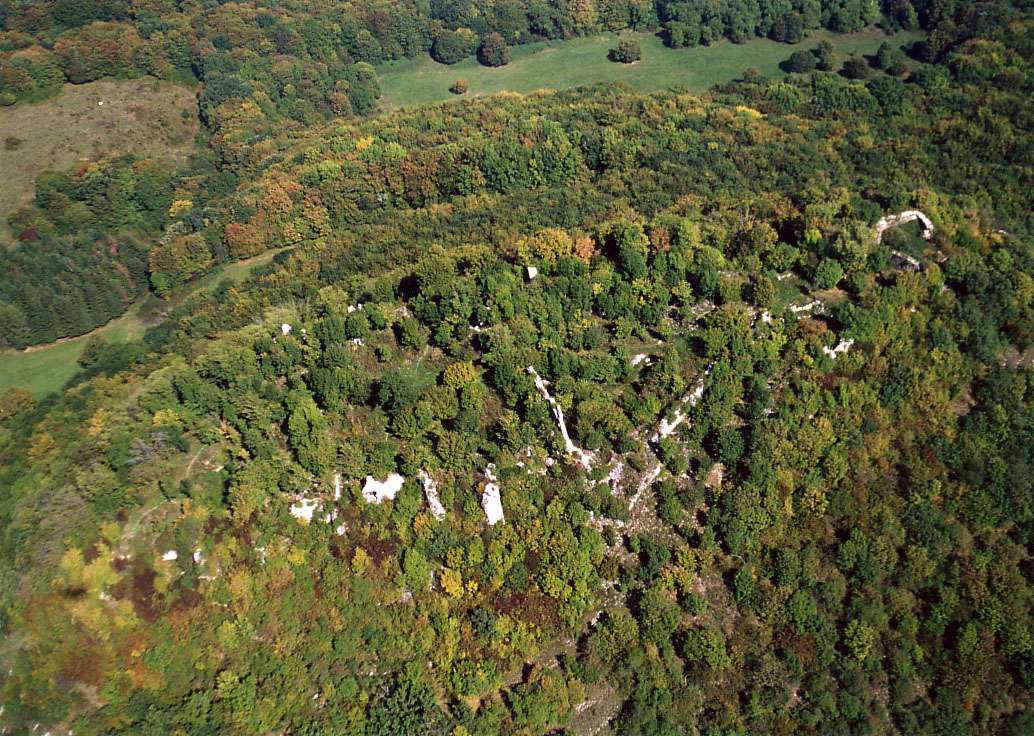
Szögliget – Szádvár romjai bozóttal benőve

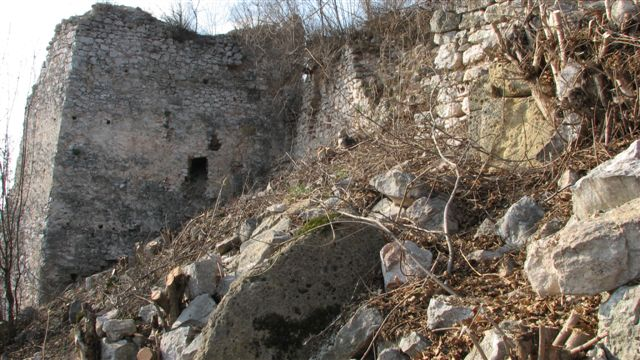
Szádvár belsővár déli várfala a 2007-es bozótirtás után

Szádvár megépítésének időpontja nem ismeretes, a szabálytalan alaprajzával a hegytető platóját követő vár első említése V. István 1268-ban kelt okleveléből származik. Egyes vélemények szerint ez a korai erősség valószínűleg a Ménes-völgy túloldalán magasodó Óvár-tetőn állt, ahol még napjainkban is elmosódott sáncok utalnak az egykori védőművekre. Azonban Szádvár legutóbbi régészeti feltárásán előkerült Árpád-kori kerámiák arra mutatnak, hogy a Várhegyen (is) állt erősség a 13. században. Az Óvár tetőn lévő, mindmáig ismeretlen korú erődítmény lehetett a korai Szádvár elővára, melyről a takarásban lévő déli irányú völgyet figyelhették.
1264-ben IV. Béla és fia, István ifjabb király háborúskodása idején kapitánya, Bács – Tekus ispán fivére – aki valószínűleg Torna vármegye ispánja volt, megnyitotta kapuit a király serege előtt. Ezért a vidék visszafoglalása után István a „hűtlen árulónak” minősített Bácsot és testvéreit megfosztotta vagyonuktól. Ekkor vesztette el a család Nógrád vármegyei birtokait, amiket 1273-ban IV. László király már Tekus fiainak adott vissza.
A 13-14. század fordulóján a területet a nagy hatalmú Aba Amadé nádor serege szállhatta meg, mivel, hasonlóan más visszafoglalt erősséghez, Szádvárat 1319-ben már Károly Róbert király kezén találjuk. Lehetséges, hogy az Óvár tetőn lévő vár egy ostromban olyan jelentősen megsérült, hogy már nem akarták helyreállítani és felhagyták. A 14. században a királyi kezelésben lévő váruradalmat honorként (szolgálati birtokként) a Drugeth család bírta. 1406-ban Luxemburgi Zsigmond király az őt a trónra juttató bárók közül Bebek Györgynek adományozta.
A 15. század közepén a Felvidéket tartósan megszálló, harcedzett cseh huszitákkal szövetséges lengyel Peter Komorowsky és serege kerítette hatalmába a várat, és innen fosztogatta a környező vidék népeit. A szádvári uradalom 1454-ben került vissza a Bebek család hatalma alá, hogy 1470-ben egy házassági szerződés kapcsán a Szapolyai-családra szálljon. A törökkel vívott vesztes mohácsi csatát követő anarchikus időszakban a Bebekek visszaszerzik ősi birtokukat. Ebben az évszázadban, Bebek Ferenc és fia György idejében nyerte el végleges formáját a hegy fennsíkját teljesen elfoglaló kővár, amely négy, egymástól kőfallal elválasztott udvarból állt. Érdekes megoldást jelentett a nehezebb tárgyak feljuttatására a meredek északi hegyoldalon kialakított kötélpálya, amelyet lovakkal vontatott csigarendszer mozgatott.
A császári udvarral, a törökkel és az erdélyi részekkel is kapcsolatban álló Bebek György várát 1567 január elején Schwendi Lázár kassai főkapitány vette ostrom alá, amit férje távollétében Patócsy Zsófia úrnő védelmezett a helyőrség élén. A korabeli krónikák szerint négynapi erős ágyúzás után Szádvár falai súlyosan megrongálódtak, ezért a gyalogsági roham megindítása előtt - szabad elvonulás fejében – a védők a vár feladására kényszerültek.
A 17. század folyamán az ország nagy részét meghódító törökök idáig már nem jutottak el. A kamarai kezelésbe került erősség zálogbérletéért a Pethe, Csáky és Rákóczi-családok pereskedtek. Az utolsó katonai események a Thököly-féle kuruc hadjáratok alatt zajlottak le falai között, a várat elfoglaló felkelőknek még sikerült ugyan III. János lengyel király katonáit visszaverniük, ám később Caprara tábornok császári csapatainak már nem tudtak ellenállni. 1686-ban Bécsben döntés született „Szádvár elrontásáról”, melyre 1688-ban került sor. Új megfigyelések alapján a várat felgyújtották és sorsára hagyták.

## Jelenkori állapota
Mivel 1920-tól a csehszlovák határ szomszédságába esett, tiltott zónaként gazdátlanul romladoztak a középkori vár maradványai, területét visszahódította a természet. 2007-ben megalakult a Szádvárért Baráti Kör amely szakmai felügyelettel rendszeres állagmegóvó és feltáró tevékenységet végez. Így 2008-ban elvégezték a Lisztes-bástya, 2009-ben pedig – pályázati pénzből – a külső vár déli falkoronájának ideiglenes állagvédelmét. Közben gyerektábort és várnapot szerveztek. Az idők során uniós pályázatok révén további projektek alapján is folytak állagvédelmi munkák, a falkorona védelmek mellett a középső vár déli falának részleges (árnyékszék) és a Csonka-bástya teljes állagvédelme is megvalósult. Március idusán és október 23-a környékén rendszeresen Vármentő napokat szerveznek, nyaranta pedig a Vármentő Hét keretében a régészeti feltárásokba kapcsolódnak be. Ezek a programok előzetes jelentkezés mellett bárki által látogathatóak.

### A vár felújítása a Nemzeti várprogram keretében
A vár a kulturális örökség megőrzését előirányzó „A szögligeti Szádvár kulturális-turisztikai célú fejlesztése” projekt keretében 317 500 000 forint hazai költségvetési forrásból újul meg.
A projekt célja:
- A várrom teljes területének minden eddiginél részletesebb, 3D lézerszkenneres felmérése és régészeti előkutatása után elindulhatnak a turisztikai fejlesztést célzó munkálatok.
- A projekt keretében a romok minél teljesebb állagmegóvása tervezett. Az első ütemet az Alsó várudvar feltárása és állagmegóvása képezi.
- Biztonságos látogatói útvonal kialakítása során stabilizálják a várfalakat, és olyan ösvényt alakítanak ki, mely bevonja a vár vérkeringésébe az Alsó és Felső várat is, illetve kivezet a legszebb kilátással rendelkező helyekre.
- Az Alsó várból pihenő területekkel sűrűn kísért lépcsőn jutunk majd fel a Felső várba.
- A ligetes-fás romterületen új elemként megjelennek a pihenőpadok és információs táblák is.[4]

A vár felújítását 2021-ben ICOMOS-díjjal ismerték el.

## Megközelíthetősége

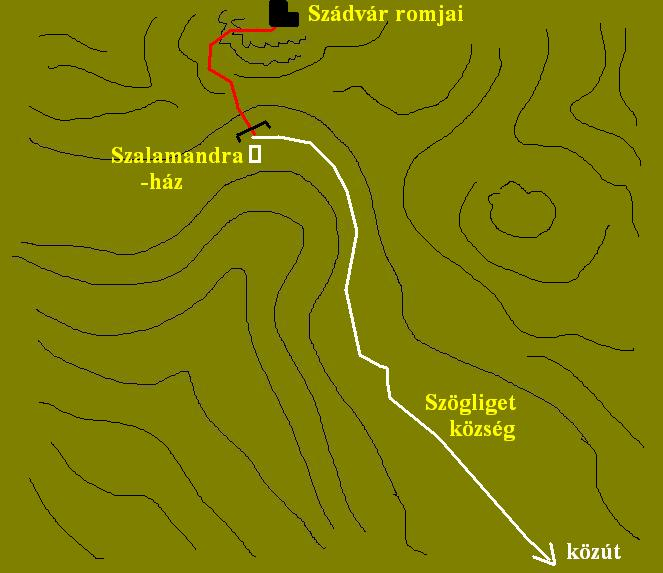
Szögliget község és környéke

Budapesttől Miskolcig az M3 autópályán kell haladni, majd északnak fordulva a 26-os főúton Sajószentpéterig, ahonnan a 27-es közút vezet Szögliget községbe. Ennek házait elhagyva 2 kilométer után az egykori határőrbázisnál, a napjainkban Szalamandra turistaházként üzemelő pihenőhelynél lehet leparkolni, és onnan csak gyalogszerrel lehet felkapaszkodni a - piros turistajelzést követve - a 460 méter magas várhegyre.
Szlovákiából Jablonca település kb. 5 kilométerre van, innen gyalog vagy terepjáróval lehetséges Derenk község egykori területe mellett a vár tövébe eljutni.

## További információk

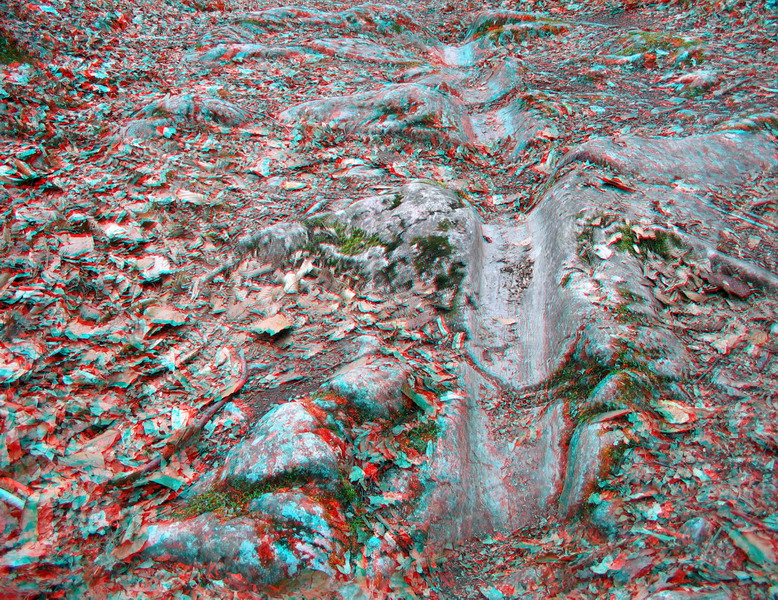
A várhoz vezető úton szekérnyom a kövekben – 3D kép

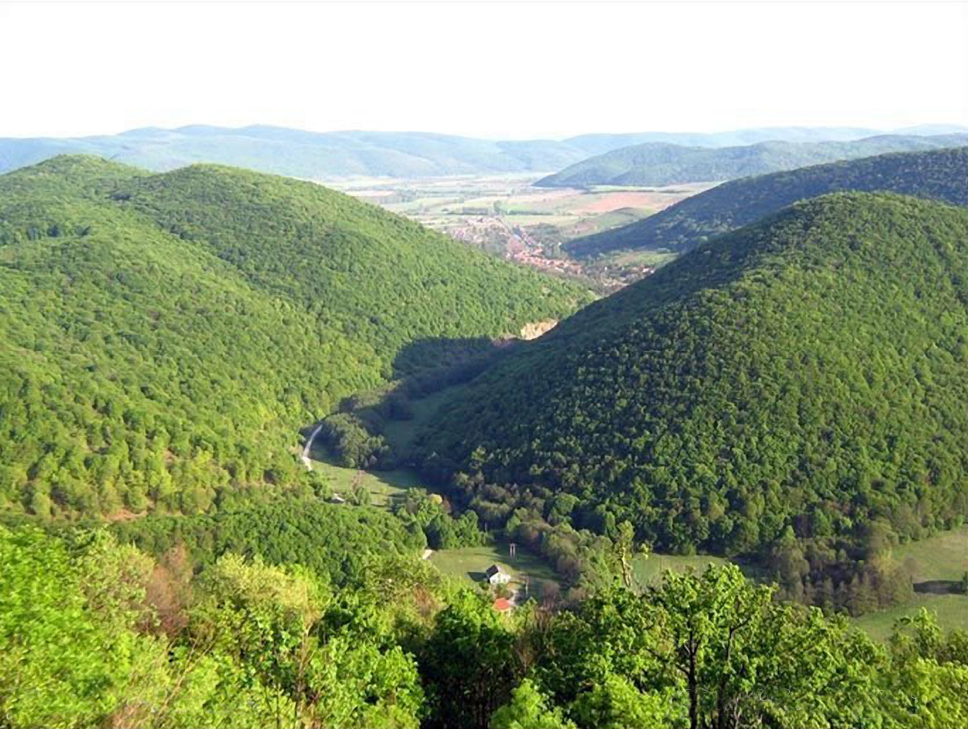
Szádvári látkep